# Blackpool

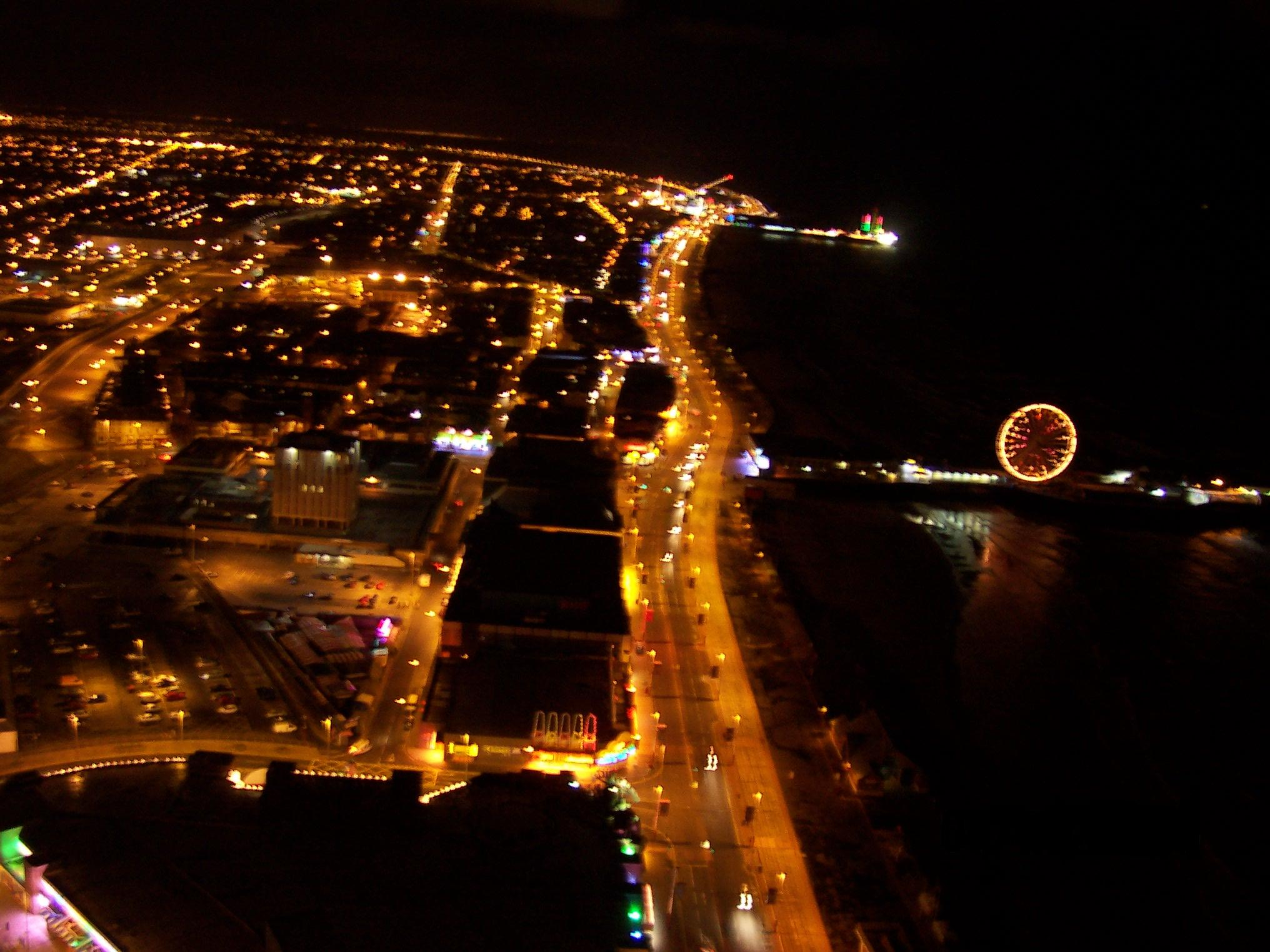
Vista noturna da Torre de Blackpool.

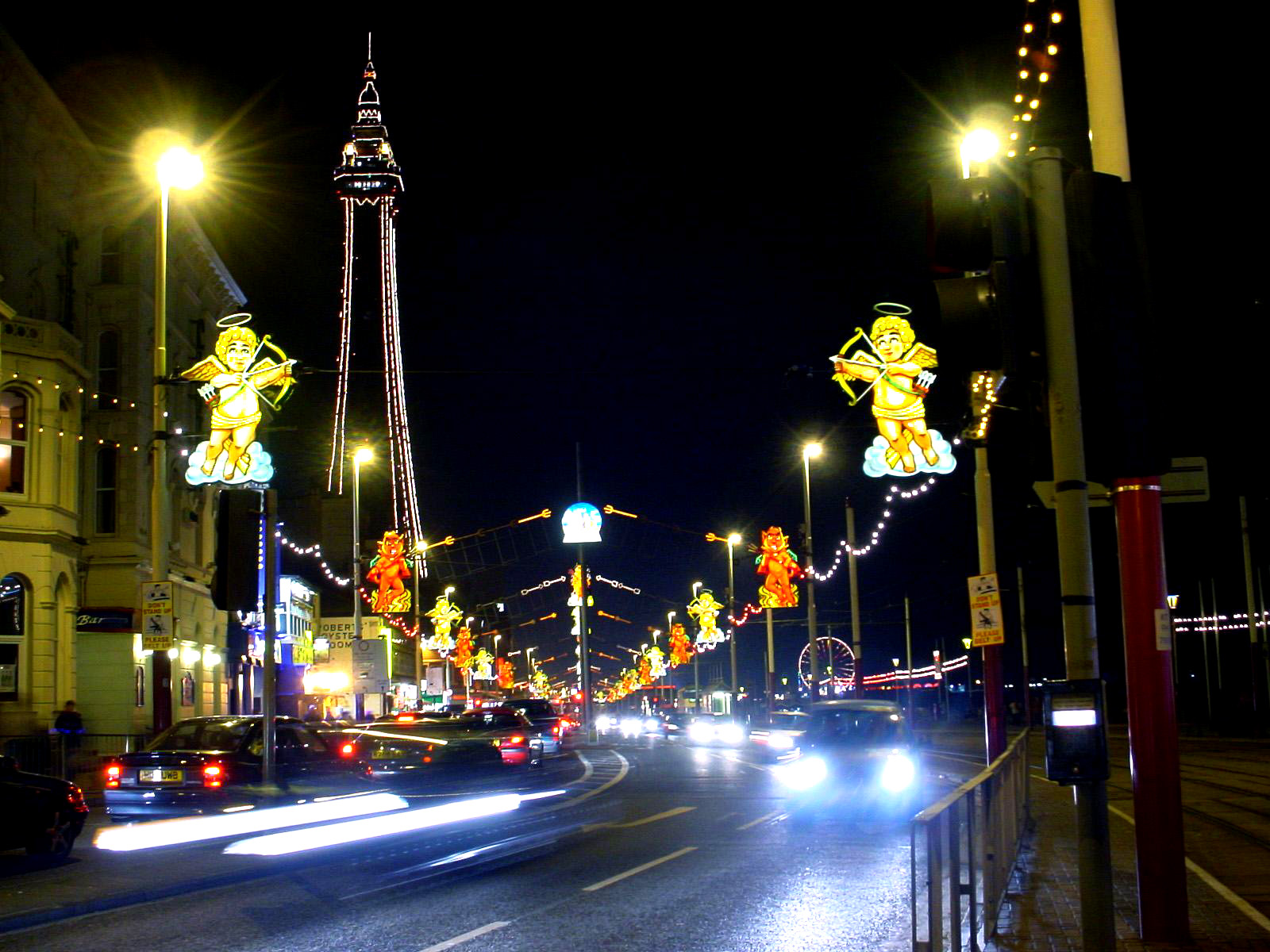
Iluminação noturna.

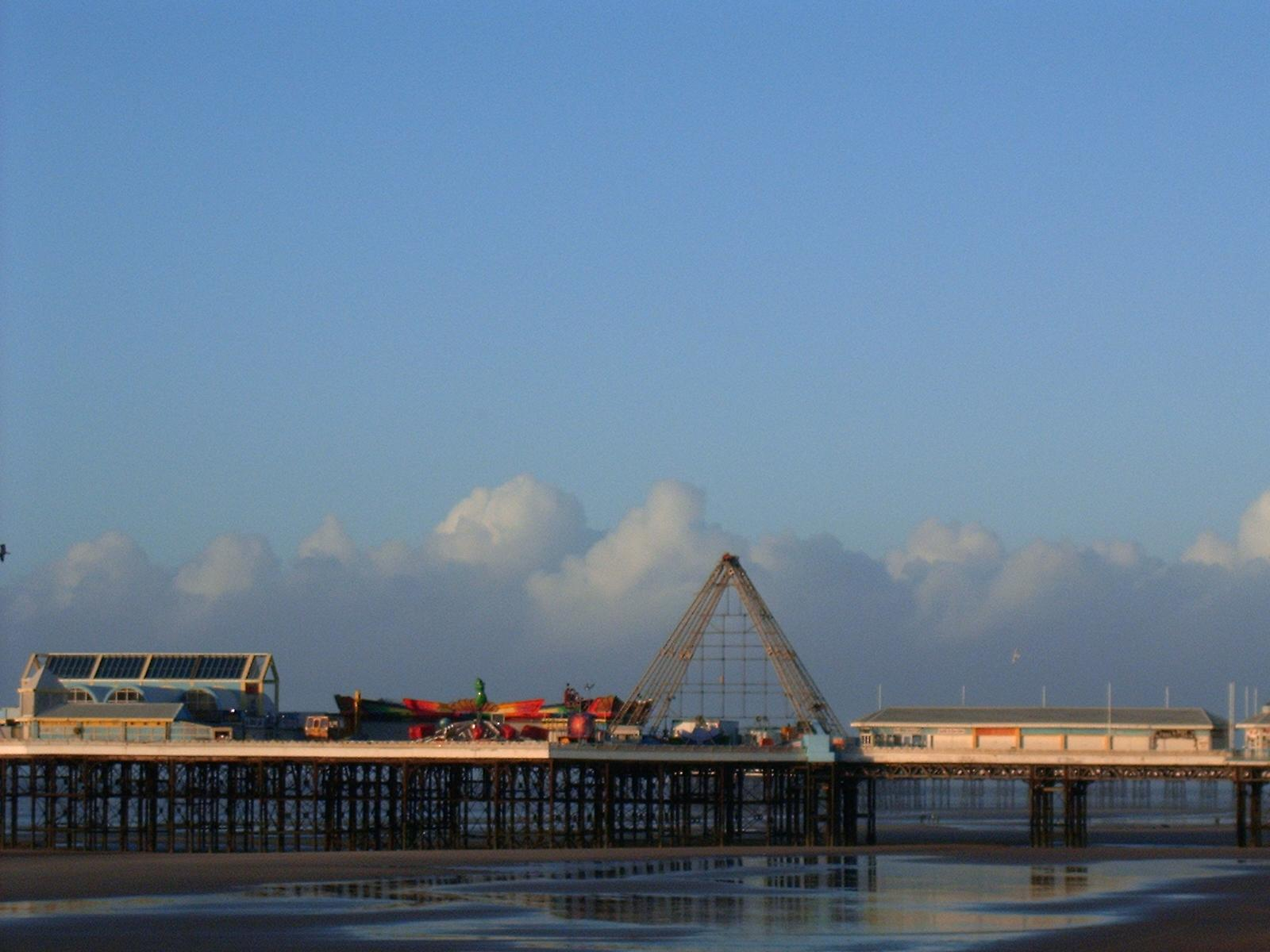
Pier Central de Blackpoo.l

Blackpool é uma cidade litorânea a noroeste da Inglaterra. É tradicionalmente parte de Lancashire, mas em 1 de abril de 1998 a cidade foi transformada numa unidade independente. Fica situada no Mar da Irlanda, entre os estuários de Ribble e Wyre, 43 km ao norte de Liverpool e 64 km ao noroeste de Manchester.

## Origem do nome
Acredita-se que o nome venha de um canal de drenagem de uma turfeira (minha de turfa). A água que penetrava no mar era negra por causa da turfa que ia junto com ela, pois formava uma poça negra nas águas límpidas do mar da Irlanda.

## História
Em 1781 foi construída a primeira rodovia para a localidade. Em 1851, a população estava por volta de 2,500 habitantes, já em  1852, a iluminação à gás foi introduzida na cidade. Em 1863 o píer norte foi feito completo e em 1875, a cidade tornou-se a primeira no mundo a ter serviço de iluminação elétrica.Em 1885 tornou-se uma das primeiras cidades no mundo a possuir linha de trem elétrica. Em 1893, o píer sul foi completamente construído. Em 1876, a cidade tornou-se um borough, já em 1904, foi elevada a borough metropolitano. Em 1878, o Complexo do Jardim de Inverno foi aberto ao público. Em 1879, tornou-se a pioneira no mundo inteiro ao iluminar as suas ruas com serviço de eletricidade. Em 1895 abriu uma linha de trem elétrica para Manchester. Na Segunda Guerra Mundial, a Força Aérea Polonesa se exilou na cidade, conseguindo derrubar 126 aviões alemães na Batalha da Inglaterra. A explosão do crescimento se deu em 1951, quando a cidade atingiu a marca de 147 mil habitantes, 100 mil a mais em relação a 50 anos atrás, em 1901, quando contava com meros 47 mil moradores. Depois da guerra, a cidade passou a receber ainda mais visitantes, chegando a um apogeu de 17 milhões por ano. Em 1998 foi declarada Unidade de Governo Autônomo, passando a fazer parte de Lancashire apenas para fins cerimoniais.

## Economia
Essa é uma tabela com os valores do Produto Interno Bruto (PIB) da cidade nos respectivos anos em milhões de Libras Esterlinas.
| Anos | PIB Regional | Agricultura | Indústria | Serviços |
| ---- | ------------ | ----------- | --------- | -------- |
| 1995 | 1,276        | 9           | 276       | 992      |
| 2000 | 1,444        | 1           | 210       | 1,234    |
| 2003 | 1,598        | 1           | 220       | 1,377    |

## Governo Local
Essa é uma tabela que demonstra os resultados das eleições de 2015 em Blackpool:
| Ano  | Trabalhadores | Conservadores |
| ---- | ------------- | ------------- |
| 2015 | 29            | 13            |

## Dados de interesse
| População   | 142.065 (censo de 2011) |
| Superfície  | 34.92km²                |
| Densidade   | 4100 hab/km²            |
| Coordenadas | 53º81N 3º05W            |

## Curiosidades
- A Jaguar Cars teve sua primeira fábrica em Blackpool. A atual fábrica fica em Liverpool.

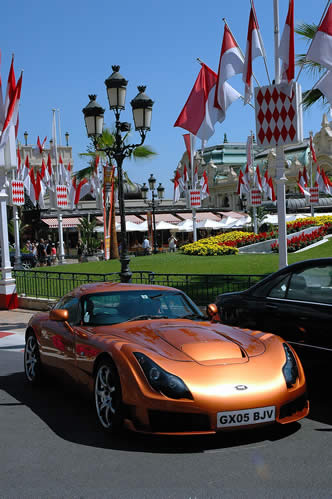
TVR Sagaris, um dos muitosTVR fabricados em Blackpool

- A fábrica de carros esportivos TVR está em Blackpool

- Em Blackpool está um eléctrico histórico.

- Em Blackpool está a Pepsi Max Big One, uma das maiores montanhas-russas do mundo, em Pleasure Beach.

- Robert Smith, da banda The Cure nasceu nesta cidade em 1959.

- Existe um seriado da BBC com o nome da cidade.

- A banda de rock progressivo Jethro Tull formou-se nesta cidade.

## Lugares de interesse
- Torre de Blackpool
- Aeroporto Internacional de Blackpool, situado em Lytham St Anne's.
- Zoológico de Blackpool
- Pleasure Beach, parque de atrações situado junto ao passeio da praia, com a segunda montanha-russa mais alta da Europa.

## Esporte
O clube de futebol da cidade, leva o nome da mesma. O Blackpool disputou a Barclays Premier League (primeira divisão inglesa) por alguns anos.